# Wild Coast Sun Country Club
Het Wild Coast Sun Country Club - of het Wild Coast Golf Club - is een countryclub in Port Edward, Zuid-Afrika en werd opgericht in 1983. De club heeft een golfbaan, dat ontworpen werd door de golfbaanarchitect Robert Trent Jones Jr. Het is een 18 holesbaan met een par van 70.

## Golftoernooien
De golfclub ontving af en toe grote golftoernooien:
- Highveld Classic
- Vodacom Origins of Golf Tour: 2011 & 2014
- Wild Waves Golf Challenge: 2012-heden